# الصيف المظلم (رواية)
رواية الصيف المظلم (بالإنجليزية: Dark Summer)‏ هي رواية للكاتب الأسترالي جون كليري. نشرت عام 1992. ان الكتاب التاسع الذي يضم المحقق في جرائم القتل في سيدني سكوبي مالون، ويبدأ باكتشاف جثة في مسبح سكوبي، والتي تعود لمخبر متورط في تحقيق (سكوبي) الأخير في المخدرات، يضع سكوبي عائلته تحت حماية الشرطة ويتتبع القاتل.